# Pesqueira (Sonora)
Pesqueira es un pueblo del Municipio de San Miguel de Horcasitas ubicado en el centro del estado mexicano de Sonora. El pueblo es la localidad más habitada del municipio incluso más que la cabecera municipal, la villa de San Miguel de Horcasitas. Según los datos del Censo de Población y Vivienda realizado en 2010 por el Instituto Nacional de Estadística y Geografía (INEGI), Pesqueira tiene un total de 5,699 habitantes.